# Rhopalocerus camerunensis
Rhopalocerus camerunensis es una especie de coleóptero de la familia Zopheridae.

## Distribución geográfica
Habita en Camerún.